# 556. Infanterie-Division (Wehrmacht)
La 556. Infanterie-Division fu una divisione dell'esercito tedesco attiva durante la seconda guerra mondiale che venne creata nel febbraio 1940 e utilizzata come forza di occupazione in Francia, dove venne sciolta nell'agosto dello stesso anno.

## Storia
La divisione fu costituita l'11 febbraio 1940 nell'Alto Reno, delle unità fucilieri statali e il suo equipaggiamento di artiglieria consisteva in equipaggiamento polacco catturato. La divisione fu schierata per proteggere il confine sull'Alto Reno nella zona tra Bad Krotzingen e Lörrach e dal giugno 1940 fu impiegata come forza di occupazione in Alsazia, nella zona di Belfort. Con ordinanza del 30 giugno, la divisione fu sciolta entro il 1 settembre 1940 e sette battaglioni dei reggimenti di fanteria rimasero come battaglioni fucilieri statali.

## Ordine di battaglia
- Infanterie-Regiment 628
- Infanterie-Regiment 629
- Infanterie-Regiment 630
- Artillerie-Regiment 556
- Beobachtungs-Abteilung 556
- Divisionseinheiten 556[1]

## Comandanti
- Generalleutnant Kurt von Berg (12 febbraio 1940 - 13 agosto 1940)[1]